# Idaea macilentaria
Acidalie maigre
Espèce
Idaea macilentaria, l’Acidalie maigre, est une espèce de lépidoptères (papillons) de la famille des Geometridae, de la sous-famille des Sterrhinae, de la tribu des Sterrhini, et du genre Idaea.

## Description
L'espèce a une envergure de 22-25 mm.

## Répartition et habitat
Répartition
Dans toute l'Europe.

## Biologie
Les adultes volent (en plusieurs générations) d'avril à septembre.

### Alimentation
Polyphages, les larves se nourrissent sur diverses plantes comme les renouées, les pissenlits, le mouron des oiseaux, des Prunus...

## Systématique
L'espèce a été décrite  par le naturaliste allemand Gottlieb August Wilhelm Herrich-Schäffer en 1847 sous le nom initial d'Idaea antiquaria Herrich-Schäffer, 1847

### Synonymie
- Idaea antiquaria Herrich-Schäffer, 1847 Protonyme

### Nom vernaculaire
- Acidalie maigre en français.